# Vackerslät
Vackerslät este o arie protejată (arie specială de conservare — SAC, sit de importanță comunitară — SCI) din Suedia întinsă pe o suprafață de 67,8 ha, integral pe uscat.

## Localizare
Centrul sitului Vackerslät este situat la coordonatele 56°55′55″N 16°02′22″E / 56.9319°N 16.0394°E.

## Înființare
Situl Vackerslät a fost declarat sit de importanță comunitară în ianuarie 1998 pentru a proteja 2 specii de plante. Situl a fost protejat și ca arie specială de conservare în martie 2011.

## Biodiversitate
Situată în ecoregiunea boreală, aria protejată conține 3 habitate naturale: Mlaștini turboase de tranziție și turbării mișcătoare, Taiga vestică, Mlaștini împădurite.
La baza desemnării sitului se află mai multe specii protejate de  plante (2): Buxbaumia viridis, Herzogiella turfacea.